# SC Viktoria Griesheim
SC Viktoria Griesheim is een Duitse voetbalclub uit Griesheim in Hessen.

## Geschiedenis
De club werd opgericht in 1906. Van 1977 tot 1984 en in 2003/04 speelde de club in de Hessenliga. In 2012 promoveerde de club hier opnieuw naar.